# Houin
Houin è un arrondissement del Benin situato nella città di Lokossa (dipartimento di Mono) con 7.122 abitanti (dato 2006).